# Jovtnivka, Volodarsk-Volînskîi
Jovtnivka (în ucraineană Жовтнівка) este un sat în comuna Rîjanî din raionul Volodarsk-Volînskîi, regiunea Jîtomîr, Ucraina.

## Demografie
Componența lingvistică a localității Jovtnivka
     Ucraineană (98,26%)
     Rusă (1,3%)
Conform recensământului din 2001, majoritatea populației localității Jovtnivka era vorbitoare de ucraineană (98,26%), existând în minoritate și vorbitori de rusă (1,3%).